# جوردي بينيتو إراولا
جوردي بينيتو إراولا (بالإسبانية: Jordi Benito)‏ هو فنان إسباني، ولد في 1951 في جرانوليريس في إسبانيا، وتوفي في 2008.